# Georges François
Pour les articles homonymes, voir François.
Pierre Claude Emmanuel Georges François, né à Saint-Denis de La Réunion le 28 décembre 1869 et mort à Neuilly-sur-Seine le 15 août 1933, est un administrateur colonial, peintre et poète français. 
Élève à l'École coloniale de Paris, puis administrateur dans plusieurs colonies françaises en Afrique et à Madagascar, il est l'auteur de trois recueils de poésies, dont les premiers furent Mes rimes, paru en 1887, et L'Âme errante, publié en 1892. Ses Poèmes d'outre-mer, datés de 1931, sont les plus connus.